# Baltasar de Moscoso y Sandoval

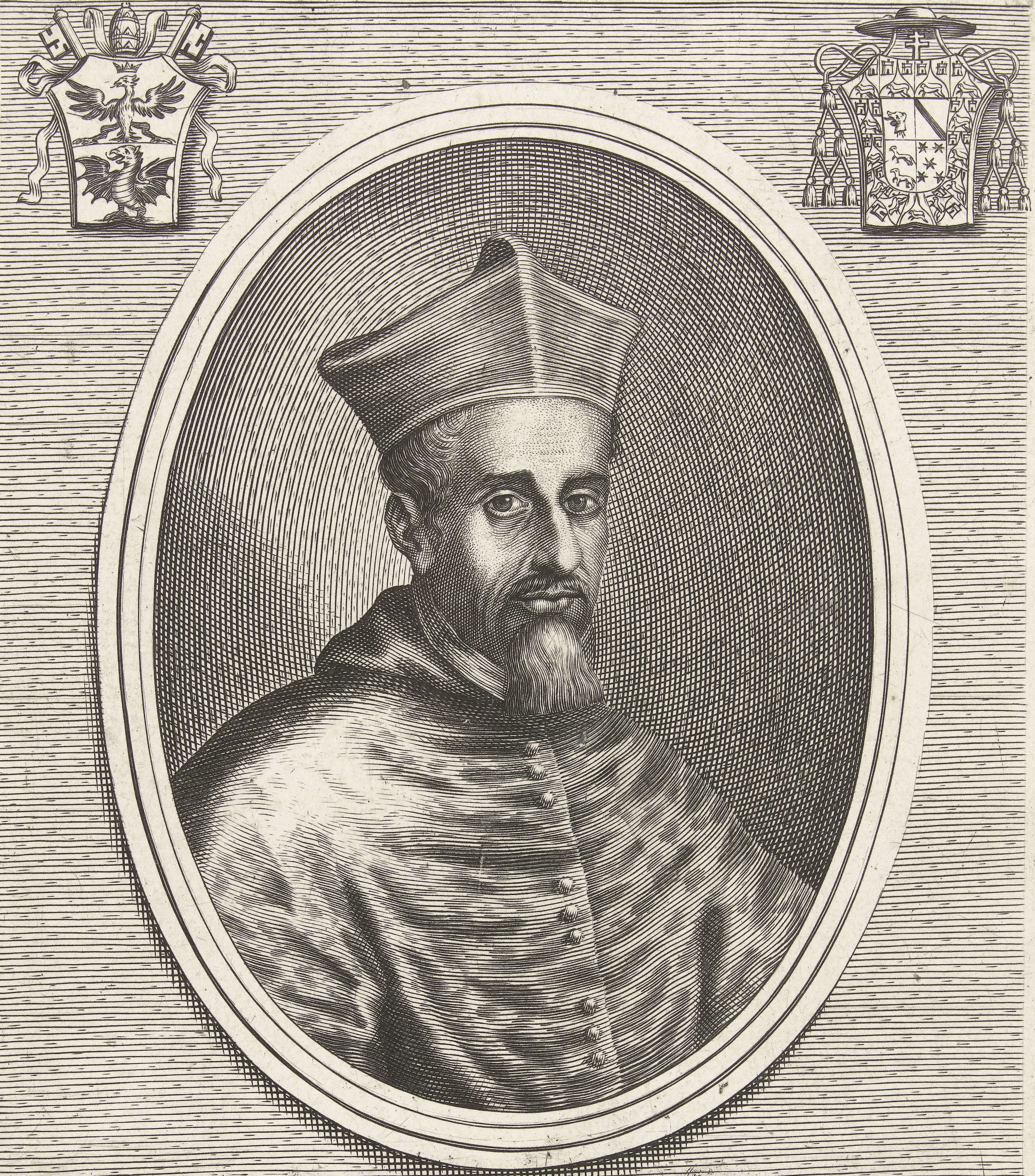
Kardinal Moscoso y Sandoval

Baltasar de Moscoso y Sandoval (* 9. März 1589; † 17. September 1665) war ein spanischer Kardinal der Römisch-katholischen Kirche. 

## Leben

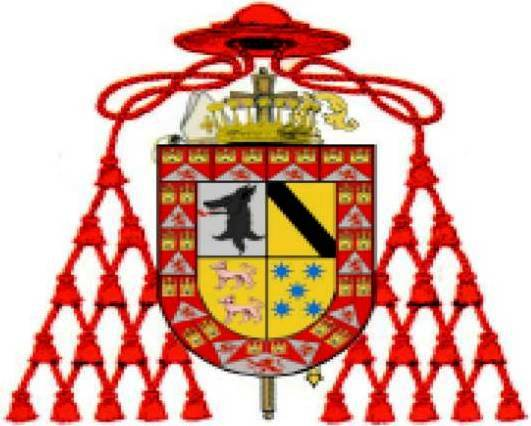
Kardinalswappen

Moscoso studierte zuerst kanonisches Recht und durchlief dann eine typische Kirchenkarriere. Dazu gehörte ein Kanonikat in Toledo sowie ein Archidiakonat in Guadalajara und ein Dekanat an der Kathedrale von Toledo. Er war ein Neffe des Herzogs von Lerma, einem einflussreichen Minister am Hofe des spanischen Königs Philipp III. Dem Duque de Lerma verdankte er auch die Verleihung des Kardinalshuts im Jahr 1615. Im Jahre 1628 erklärte er die beiden jugendlichen Märtyrer Bonosus und Maximianus zu Schutzpatronen der Stadt Arjona und veranlasste den Bau einer Kirche zu Ehren ihrer Reliquien.